# Kennedia stirlingii
Kennedia stirlingii är en ärtväxtart som beskrevs av John Lindley. Kennedia stirlingii ingår i släktet Kennedia och familjen ärtväxter. Inga underarter finns listade i Catalogue of Life.